# John A. Agnew
John A. Agnew (Millom, Inglaterra, 29 de agosto de 1949) es un prominente geógrafo político británico-estadounidense. Agnew estudió en las universidades de Exeter y Liverpool en Inglaterra y en la Ohio State en el estado norteamericano que lleva su nombre.

## Vida y carrera
Es actualmente profesor de Geografía en la Universidad de California, en Los Ángeles (UCLA). Desde 1975 hasta 1995 fue profesor en la Universidad de Syracuse en el estado de Nueva York. El Dr. Agnew imparte clases de geografía política, historia de la geografía, ciudades europeas y Mundo Mediterráneo. Desde 1998 al 2002 fue el máximo responsable del Departamento de Geografía de la UCLA. Escribió extensamente sobre cuestiones de territorio y poder político. Es mayormente conocido por su gran labor en re-conceptualizar la "geopolítica" como campo de estudio y por su esfuerzo tanto teórico como empírico en demostrar como las políticas nacionales se comprenden de mejor manera cuando se estudian o analizan en términos de dinámicas geográficas de los asentamientos o lugares y como éstos son una composición tanto de determinantes más cercanos como otros distantes. Uno de sus libros más conocidos es "Place and Politics" (editado en 1987). Otro es "Geopolitics: Re-Visioning World Politics" (Geopolíticas: reviendo las Políticas Mundiales, publicado en 2003). La mayor parte de su estudio de investigación empírica involucra a países como Italia, Grecia y los Estados Unidos. Durante el 2008 y parte del 2009 Agnew fue el presidente de la Asociación de Geógrafos Norteamericanos, la principal organización profesional de estudios académicos en geografía de los Estados Unidos de América.

## Lugar
En su libro "Place and Politics", Agnew contempla que para que un espacio se convierta en un 'lugar', se deben cumplir los siguientes tres requerimientos:
- •	Una localización específica, algo que nos responda a la pregunta "¿dónde?" en relación a todo lo demás.
- •	Un 'local' o 'lugar', forma verdadera del espacio, como podría ser el definido por paredes en una habitación o los parques y calles de una ciudad, etc. pero asociado con las actividades de tipo diarias (trabajar, divertirse o recrearse, etc...)
- •	La sensación o sentimiento de 'lugar', el vínculo personal y emocional que logran las personas con un lugar específico.

El enfoque en el lugar refleja el esfuerzo de crear una geografía política de tipo multi-escala. Agnew ve esto como una alternativa a la largamente dominante idea del estado-centrismo del campo de investigación geopolítico y de una forma mejor situada que esta visión anterior para comprender su situación de evolución global, de forma: (A) ofrecer un concepto de lugares como asentamientos geográficos para la acción política que están estructurados por la acumulación histórica de influencias de tipos no sólo local sino de mayor abarcamiento y un sentido de lugar influenciado y (B) relacionado el carácter dinámico de los lugares con respecto a las políticas que producen cambios en un ambiente más amplio (como pueden ser modificaciones en el balance entre gobiernos locales y nacionales, alteraciones en el funcionamiento de la economía mundial, cambios de clases sociales, étnicos, así como otros también de corte social, sin olvidarse de las posibles divergencias que pueden resultar de la significación y vínculo que se puede tener por un lugar determinado).
Gracias a la investigación realizada previamente durante un periodo de quince años sobre la política italiana surge el trabajo recopilatorio "Place and Politics in Modern Italy", que es el desarrollo más significativo de esta perspectiva desde que su libro de 1987, "Place and Politics", fue publicado. Agnew se introduce en el debate contemporáneo sobre teoría política acerca de decisiones de carácter racional, asociación, diferencias y socialización para proveer una alternativa de perspectiva geográfica que presta, al mismo tiempo, especial atención a asuntos teóricos como empíricos en el estudio desde una perspectiva tanto centrada en lo local como más amplia sobre las escalas geográficas de Italia. Más recientemente (2003-2007), Agnew y su colega Michael Shin colaboraron en un proyecto fundado con la NSF acerca de la transformación de las políticas electorales italianas entre 1987 y 2006 con el objetivo de investigar mediante la medición de dinámicas geográficas las políticas italianas, abarcando la totalidad del país en su conjunto. El libro, "La Italia de Berlusconi" (publicado en 2008), trata, precisamente, este tema.

## Geopolíticas
Agnew también estuvo activamente involucrado en la reformulación de una base crítica del hasta esa fecha tema tabú entre los geógrafos anglo-norteamericanos, la "geopolítica". Su libro "Mastering Space" ("Dominando el Espacio") aparecido originariamente en 1998 y re-editado en el año 2003 junto a un extenso escrito en colaboración con otros importantes pensadores, es parte de esta reformulación de la que hablábamos. Quizá su contribución más brillante se encuentre en "Hegemony: The New Shape of Global Power" ("Hegemonía: la nueva forma del Poder Global"), ganador de importantes premios. Podríamos decir que los tres más importantes asuntos tratados en este libro en su conjunto son: (1º) la 'historización' del Estado idealizado de la teoría política y geopolítica de la era moderna convencional; (2º) el rol de los distintos discursos geopolíticos en diferentes épocas de esta era en la normalización de la visión global asociada con lo que él denominada el estado-centrismo de la "imaginación geopolítica moderna"; (3º) la necesidad de tomar seriamente la importante contribución de carácter de "orden mundial" brindado por los diferentes poder hegemónicos. Este trabajo atrajo la atención de los eruditos de las relaciones internacionales que comenzaron a prestar mayor cuidado y estudio a la "geografía" y su importancia tanto teórica como práctica a la hora de analizar y estudiar las relaciones internacionales. El trabajo reciente de Agnew en esta área, especialmente en el surgimiento moderno del Estado europeo y lo que esto significa para la estadidad (categoría de estado) del sureste europeo, se vio inmensamente favorecida por la obtención de la Beca Guggenheim. Su reciente artículo "Sin fronteras, sin naciones: construyendo Grecia en Macedonia" es un importante reflejo de la perspectiva sobre fronteras internacionales que tiene Agnew, un campo muy importante en el estudio de la geopolítica.

## Algunas publicaciones
- "Globalization and Sovereignty" (2009)
- "The Geography of the World Economy" (5ª ed. 2008), coautor con Paul Knox y Linda McCarthy
- "Berlusconi's Italy" (2008), coautor con Michael Shin
- "Hegemony: The New Shape of Global Power" (2005
- "American Space/American Place: Geographies of the Contemporary United States" (2002)
- "Place and Politics in Modern Italy" (2002)
- "Mastering Space" (1995), coautor con Stuart Corbridge
- "Place and Politics" (1987)